# Reim
Reim är den tyske pop-/schlagersångaren Matthias Reims första soloalbum, utgivet i juni 1990 på Polydor. Albumet producerades av Reim och Bernd Dietrich; de båda skrev också samtliga låtar.
Skivan innehåller Matthias Reims mest kända låt: "Verdammt, ich lieb' Dich". Den låg på den tyska topplistan i 39 veckor, varav 16 som nummer ett. Reim har senare spelat in låten på en mängd olika språk, och 2021 gjorde han en version på engelska tillsammans med David Hasselhoff. Även "Ich hab' geträumt von dir" nådde listframgångar med 28 veckor på den tyska topplistan, som bäst på andra plats.

## Låtlista
1. "Verdammt, ich lieb' Dich" – 3:40
2. "Was ist nur los?" – 3:28
3. "Ganz egal" – 3:35
4. "Du hast mir den Kopf verdreht" – 3:31
5. "Gib uns nicht auf!" – 3:40
6. "Ich hab' geträumt von dir" – 3:23
7. "Maskenball" – 3:22
8. "Bastian – Blaulicht in der Nacht" – 3:02
9. "Selten so gelacht" – 3:24
10. "Doch da war mehr" – 4:38

## Medverkande
Musiker
- Matthias Reim – sång
- Heike Neumeyer – sång
- Thomas Maser – gitarr

Produktion
- Matthias Reim – producent, text, musik
- Bernd Dietrich – producent, text, musik
- Roland Braune – design
- Manfred Esser – foto
- Helge Strauß – foto